# Saint-Pardoux-le-Neuf, Corrèze
Saint-Pardoux-le-Neuf är en kommun i departementet Corrèze i regionen Nouvelle-Aquitaine i de centrala delarna av Frankrike. Kommunen ligger  i kantonen Eygurande som tillhör arrondissementet Ussel. År 2022 hade Saint-Pardoux-le-Neuf 81 invånare.

## Befolkningsutveckling
Antalet invånare i kommunen Saint-Pardoux-le-Neuf
Referens:INSEE